# Wonlo Coulibaly

2021-2022 Asec Mimosas
Wonlo Coulibaly, né le 22 décembre 1991, est un footballeur international ivoirien, qui évolue au poste d'arrière gauche pour L’Asec Mimosas.

## Biographie

### En club
Coulibaly commence sa carrière à 16 ans au club ivoirien de Denguélé. Il joue pour le club pendant 7 ans, avant de passer à l'AS Tanda en 2015, où il porte le maillot numéro 4. 
Après seulement deux saisons à Tanda, ses performances lui valent de déménager au club d'Abidjan de l'ASEC Mimosas, un club qui a produit certains des meilleurs joueurs de football du football ivoirien, tels que Yaya Touré et Kolo Touré, Salomon Kalou, Emmanuel Eboué ou Gervinho.  Il pend le numéro 25 au club. En 2018-2019, il est nommé joueur de l'année en Ligue 1 ivoirienne. Il passe deux ans dans la capitale ivoirienne, avant de partir à la fin de son contrat en 2019. 
Il signe pour les géants congolais du TP Mazembe plus tard cette année-là. Après avoir signé pour le club de Lubumbashi, il joue 10 matches en Ligue des champions de la CAF, retrouvant les filets lors d'une défaite 5-2 face à la formation marocaine du Wydad.

### En équipe nationale
Il fait ses débuts en équipe de Côte d'Ivoire le 14 janvier 2018, lors d'un match du CHAN 2018 contre la Namibie. 
Il est sélectionné pour la Coupe d'Afrique des Nations 2019. Il a en 2020 été sélectionné 10 fois pour son équipe nationale, où il porte le maillot numéro 2.

## Statistiques

### En équipe nationale
Mise à jour le 14 juillet 2019
| Équipe nationale de Côte d'Ivoire |              |      |
| An                                | applications | Buts |
| 2018                              | 3            | 0    |
| 2019                              | 7            | 0    |
| Total                             | 10           | 0    |